# Ormoy (Yonne)
Ormoy is een gemeente in het Franse departement Yonne (regio Bourgogne-Franche-Comté) en telt 681 inwoners (1999). De plaats maakt deel uit van het arrondissement Auxerre.

## Geografie
De oppervlakte van Ormoy bedraagt 13,4 km², de bevolkingsdichtheid is 50,8 inwoners per km².
De onderstaande kaart toont de ligging van Ormoy (Yonne) met de belangrijkste infrastructuur en aangrenzende gemeenten.

## Demografie
Onderstaande figuur toont het verloop van het inwonertal (bron: INSEE-tellingen).